# Конда (приток Иртыша)
Конда́ — большая река в Ханты-Мансийском автономном округе России, левый приток Иртыша. Длина реки — 1097 км, площадь водосборного бассейна — 72 800 км², сплавная, судоходна на 744 км от устья.

## Этимология
Гидроним имеет многочисленные параллели в Сибири, на Урале, на севере европейской части России. По-видимому, в разных местах его происхождение различно. Конда, левый приток Иртыша, объяснялось из южно-самодийского кундо — «длинный». По другой гипотезе предполагается образование из северо-русского диалектного конда — «мелкослоистая смолистая сосна, растущая на сухом месте», перенесённого русскими переселенцами; характер лесной растительности по этой реке допускает такое объяснение.

## Населённые пункты
От истока к устью на Конде расположены следующие населённые пункты: Зеленоборск, Шоушма, Шаим, Чантырья, Назарово, Ушья, Мулымья, Урай, Половинка, Луговой, Междуреченский, Сотник, Ямки, Юмас, Кондинское, Ильичёвка, Болчары, Алтай, Кама, Выкатной.

## Гидрология
Конда берёт своё начало из болот возвышенности Люлимвор и течёт по Кондинской низменности. Территория бассейна представляет низкую заболоченную местность, поросшую смешанным лесом. Заболоченность бассейна достигает 70 %, озёрность — 5 %. Пойма реки преимущественно левобережная, низкая, заболоченная, изрезана множеством мелких озёр и рек, покрыта смешанным лесом.

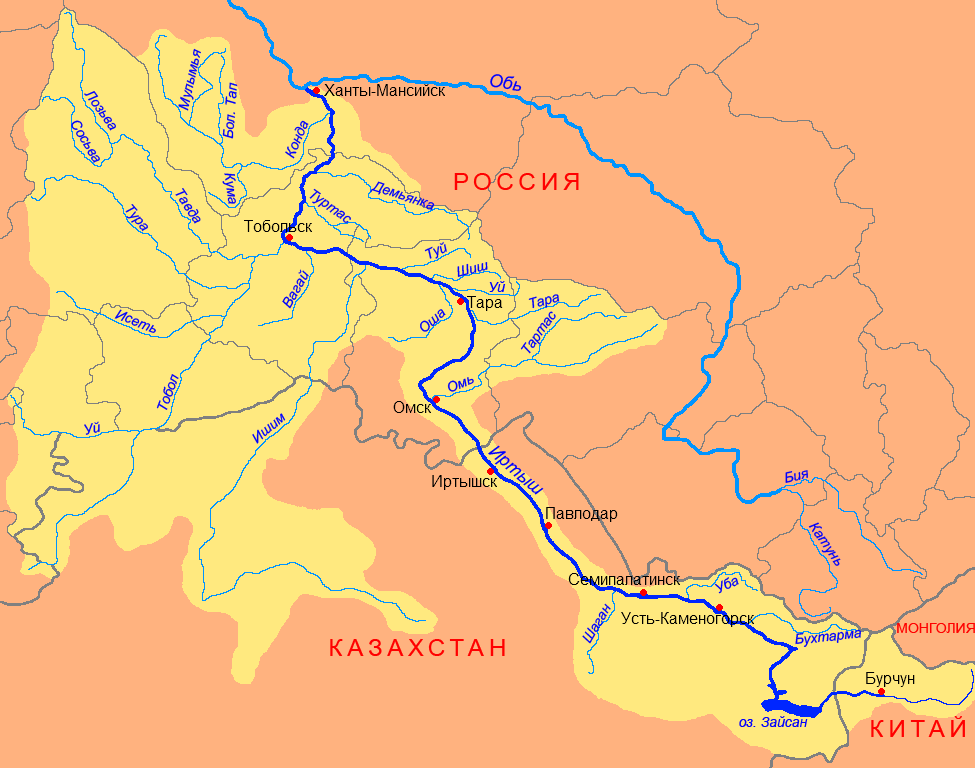
Бассейн Иртыша

Речная долина Конды слабо выражена. Левый берег Конды в основном низкий, незаметно сливается с окружающей местностью, почти повсеместно затопляется при высоких уровнях воды. Правый берег более высокий и обрывистый в местах подхода к реке.
Русло реки сильно извилистое, мелко врезанное. Ширина его в верхнем течении 15—20 м, в среднем и нижнем течении 150—300 м, глубины в нижнем течении не меньше 5 м. Имеющиеся в русле острова делят реку, как правило, на два рукава, из которых один в межень пересыхает. Глубины на плёсах 4—14 м, на перекатах 1—2 м. Скорости течения колеблются от 0,16 до 0,5 метра в секунду, на плёсах и от 0,6 до 0,8 м/с на перекатах.
Перед впадением в Иртыш образует Кондинский Сор, он тянется примерно на 50 км и представляет собой длинное проточное озеро шириной от 5 до 10 км, площадь зеркальной поверхности Кондинского Сора 143 км². От Кондинского Сора до впадения в Иртыш река имеет высокие, крутые берега, несмотря на такой характер они заливаются в высокую воду.

### Расход воды
Среднегодовой расход воды — 342 м³/с. Питание смешанное, с преобладанием снегового. Продолжительное половодье, растягивающееся до глубокой осени, Замерзает в конце октября — начале ноября, вскрывается в конце апреля — середине мая.

### Водный режим
Конда зарегулирована большим количеством озёр и болот, это сказывается на её водном режиме, делая её водный режим исключительным по отношению к большинству средних рек этой зоны. Весеннее половодье проходит в виде растянутой одновершинной волны с интенсивностью подъёма 10—15 сантиметров сутки. Средняя многолетняя годовая амплитуда колебаний уровня Конды в верховьях у деревни Чантырьи около 250 см, а низовьях у села Алтай 360 см. Максимальная зафиксированная к 1973 году величина на участке Болчары — Алтай в 1957 году достигала 450—500 см соответственно.
Многолетняя амплитуда максимальных уровней половодья по длине реки нарастает от 190 у деревни Чантырья до 335 см у села Болчары.
Можно сказать, что на Конде отсутствует летняя межень, так как весеннее половодье сильно растягивается и сливается с летними паводками. Летне-осенняя межень на Конде ясно выражена только в верхнем течении, там она наблюдалась в 78 % случаев за период наблюдения, у деревни Чантырья длительность межени в среднем составляет 70 суток. В низовьях межень наблюдается лишь в 34 % случаев, а её продолжительность меньше — около 40 суток. В годы с частыми паводками, когда спад половодья затягивается до ледостава, летне-осенняя межень практически отсутствует.
Как правило дождевые паводки вызывают едва заметное повышение уровня воды — (10—25 см). Но в 1950 году паводки привели к значительному подъёму уровня, так на участке Кондинское — Болчары он поднялся на 120—200 см соответственно, что превысило наивысший многолетний уровень половодья на 30—50 см.
С наступлением ледостава наблюдается некоторое повышение уровня Конды, затем следует его спад до минимальных значений к концу зимы. Наинизшие годовые уровни чаще всего наблюдаются в зимний период при ледоставе.
Для Конды, как и для большинства рек характерным ледовым явлением является шуга. Образование шуги на Конде происходит почти одновременно с появлением заберегов и ледяного сала. Средняя продолжительность шугохода составляет от 3 до 8 дней. Осенний ледоход начинается на реках северной части территории в среднем во второй половине октября. Отклонения от средних дат могут достигать 6—20 дней и даже 24—26 дней в районе Междуреченского.

## Притоки
(расстояние от устья)
- 33 км: Чилимка
- 56 км: Кама
- 57 км: Инхера
- 75 км: Теулек
- 105 км: без названия
- 118 км: Мордъёга
- 134 км: Тава
- 141 км: Большая Сага
- 165 км: Болчаровка
- 185 км: Тугутка
- 195 км: Хешма
- 235 км: водоток Шумиловская (протока Махчин)
- 244 км: Катым
- 253 км: протока Подурманная
- 265 км: протока Подземельная
- 310 км: протока Кима
- 318 км: Юконда
- 335 км: Алымка
- 343 км: Шума
- 344 км: ручей Летняя
- 353 км: без названия
- 394 км: Кума
- 411 км: без названия (у с. Турсунка)
- 433 км: Сосновка
- 477 км: Сотниковская
- 497 км: Воевланка
- 502 км: Большая Речка
- 508 км: Ах
- 586 км: Большой Тап
- 611 км: Волья
- 637 км: Большая Учинья
- 641 км: Ушанахская (Малый Тетёр)
- 665 км: Духовая
- 680 км: Нерпалка (Большой Тетёр)
- 698 км: Мулымья
- 760 км: Чанчар
- 769 км: Ах
- 795 км: Большая Умытья
- 859 км: Корыстья
- 866 км: Золотая
- 869 км: Олтум
- 881 км: Ах
- 892 км: Ейтья
- 908 км: Эсс
- 923 км: Ух
- 942 км: Лемья
- 982 км: Шоушма
- 992 км: Нюрих
- 1010 км: Портэн
- 1047 км: Пурдан
- 1059 км: Адымнемпиюган

Основные притоки: — Ух, Эсс, Ейтья, Мулымья, Нерпалка (Большой Тетёр), Большой Тап, Кума, Юконда, Калым, Мордъёга, Кама.

## Данные водного реестра
По данным государственного водного реестра России относится к Иртышскому бассейновому округу, водохозяйственный участок реки — Конда, речной подбассейн реки — Конда. Речной бассейн реки — Иртыш.